# Ервінвілл (Луїзіана)
Ервінвілл (англ. Erwinville) — переписна місцевість (CDP) в США, в окрузі Вест-Батон-Руж штату Луїзіана. Населення — 2275 осіб (2020).

## Географія
Ервінвілл розташований за координатами 30°32′34″ пн. ш. 91°23′29″ зх. д. / 30.54278° пн. ш. 91.39139° зх. д. (30.542705, -91.391321).  За даними Бюро перепису населення США в 2010 році переписна місцевість мала площу 20,64 км², уся площа — суходіл.

## Демографія
Згідно з переписом 2010 року, у переписній місцевості мешкали 2192 особи в 801 домогосподарстві у складі 621 родини. Густота населення становила 106 осіб/км².  Було 853 помешкання (41/км²).
Расовий склад населення:
| - 70,9 % — білих - 27,6 % — чорних або афроамериканців - 0,1 % — корінних американців |

До двох чи більше рас належало 1,0 %. Частка іспаномовних становила 1,1 % від усіх жителів.
За віковим діапазоном населення розподілялося таким чином: 22,7 % — особи молодші 18 років, 63,3 % — особи у віці 18—64 років, 14,0 % — особи у віці 65 років та старші. Медіана віку мешканця становила 41,1 року. На 100 осіб жіночої статі у переписній місцевості припадало 98,2 чоловіків;  на 100 жінок у віці від 18 років та старших — 95,4 чоловіків також старших 18 років.
Середній дохід на одне домашнє господарство  становив 76 968 доларів США (медіана — 66 296), а середній дохід на одну сім'ю — 84 714 долари (медіана — 82 500). За межею бідності перебувало 3,1 % осіб, у тому числі 4,7 % дітей у віці до 18 років та 1,1 % осіб у віці 65 років та старших.
Цивільне працевлаштоване населення становило 1201 особа. Основні галузі зайнятості: роздрібна торгівля — 21,6 %, освіта, охорона здоров'я та соціальна допомога — 19,9 %, будівництво — 15,8 %, виробництво — 14,1 %.